# Guildfordia superba
Guildfordia superba is een slakkensoort uit de familie van de Turbinidae. De wetenschappelijke naam van de soort is voor het eerst geldig gepubliceerd in 2005 door Poppe, Tagaro & Dekker.